# Martinov (Vlkovice)
Martinov (németül: Martnau) Vlkovice településrésze Csehországban a Karlovy Vary-i kerület Chebi járásában. Központi községétől 2 km-re délkeletre fekszik. A 2001-es népszámlálási adatok szerint 30 lakóháza és 17 lakosa van.